# Moussa N'Diaye (football, 2002)
Pour les articles homonymes, voir Moussa N'Diaye et N'Diaye.
Moussa N'Diaye, né le 18 juin 2002 à Dakar au Sénégal, est un footballeur international sénégalais qui joue au poste de défenseur au RSC Anderlecht.

## Biographie

### En club
Passé notamment par l'académie d'Aspire, au Qatar, il est transféré au FC Barcelone lors de l'été 2020, en échange d'un montant de 500 000 €, puis incluant dans son contrat une clause de 100 millions €. Il devait initialement intégrer l'effectif de l'équipe réserve du FC Barcelone,. Finalement, il intègre l’équipe des moins de dix-neuf ans, la Juvenile A.

### En sélections nationales
International avec l'équipe du Sénégal des moins de 20 ans, Il a appelé la toute première fois pour participer au Football aux Jeux africains de 2019, Il termine 3e puis il sera de nouveau convoqué pour jouer au Championnat arabe de football des moins de 20 ans 2020 suite a l’invitation, il délivre un but en phase de groupe  ,et il remporte la compétition.
Il participe à la Coupe d'Afrique des nations, dont il termine deuxième, avec le titre de meilleur joueur de la finale et du tournoi, son équipe y étant défaite par le Mali aux tirs au but.
La même année, il participe également à la Coupe du monde des moins de 20 ans organisée en Pologne, où le Sénégal est encore éliminée aux tirs au but, cette-fois contre la Corée en quart de finale.

## Palmarès

### En club
|  |  | RSC Anderlecht - Coupe de Belgique : - Finaliste : 2025. |

### En sélections nationales
|  |  | Équipe du Sénégal des moins de 20 ans - Coupe d'Afrique des nations des moins de 20 ans - Finaliste : 2019. - Jeux africains - Troisième : 2019. - Championnat arabe des moins de 20 ans (1) : - Vainqueur en 2020 (invitée). |

### Distinction personnelle
- Meilleur joueur de la Coupe d'Afrique des nations junior 2019.
- L’équipe-type de la CAN 2019 U20[7].